# Spirit - Armăsarul Vestului Sălbatic
Spirit - Armăsarul Vestului Sălbatic (în engleză Spirit: Stallion of the Cimarron) este un film de animație din 2002 produs de DreamWorks Animation și distribuit de DreamWorks Pictures.